# Kuba Knap
Jakub Franciszek Knap (ur. 15 sierpnia 1990 w Londynie) – polski raper.
Zadebiutował w 2013 roku nielegalem pt. Bez nerwów, bez złudzeń. Wydawnictwo było promowane teledyskiem do utworu „Patrz pod nogi”, który wyreżyserował Witek Michalak. Jednakże szerzej zaistniał na wydanym tego samego roku albumie Tego Typa Mesa – Ten Typ Mes i Lepsze Żbiki. Zwrotki rapera znalazły się w czterech utworach z płyty „Mieć czas”, „Wy!”, „Siwy dym” oraz „Dzień zgody (Niedziela)”. Muzyk wystąpił także w teledysku do ostatniej z piosenek.
W lutym 2014 roku z autorskim utworem „Weź go” Kuba Knap znalazł się na kompilacji Popkiller Młode Wilki 2013. Raper wystąpił także w promowanym teledyskiem utworze z tejże płyty „Jeden strzał”, m.in. u boku takich wykonawców jak: Mam Na Imię Aleksander, 2sty i Gonix. 13 czerwca tego samego roku nakładem wytwórni muzycznej Alkopoligamia.com ukazał się pierwszy, dostępny w powszechnej sprzedaży album rapera zatytułowany Lecę, chwila, spadam. Materiał promowany teledyskami do utworów „Mhm”, „Zbyt dziabnięty” i „Też chciałbym to wiedzieć” zadebiutował na 3. miejscu polskiej listy sprzedaży – OLiS. W wywiadzie z portalem newonce.net raper przyznał się do swojej walki z alkoholizmem.

## Dyskografia
Albumy
| Bez nerwów, bez złudzeń                                    | - Data: 7 czerwca 2013 - Wydawca: nielegal            | —  |
| Southanduły mixtape (oraz Dj Black Belt Greg)              | - Data: 20 lipca 2013 - Wydawca: nielegal             | —  |
| Lecę, chwila, spadam                                       | - Data: 13 czerwca 2014 - Wydawca: Alkopoligamia.com  | 3  |
| Clint Eastwóód                                             | - Data: 13 czerwca 2014 - Wydawca: Alkopoligamia.com  | —  |
| Ludzie mówią różne rzeczy                                  | - Data: 18 września 2015 - Wydawca: Alkopoligamia.com | 5  |
| Stąd mixtape                                               | - Data: 13 lutego 2016 - Wydawca: Alkopoligamia.com   | —  |
| Bejłocz (oraz Bonny Larmes)                                | - Data: 10 lutego 2017 - Wydawca: Alkopoligamia.com   | 24 |
| I po Bejłoczu EP (oraz Bonny Larmes)                       | - Data: 7 kwietnia 2017 - Wydawca: Alkopoligamia.com  | —  |
| Najlepsze wyjście                                          | - Data: 13 października 2017 - Wydawca: Hemp rec.     | —  |
| Knurion                                                    | - Data: 2 sierpnia 2018 - Wydawca: TipiKnapa          | —  |
| Sielankowy Survival (oraz Okoliczny Element jako WPIERPOL) | - Data: 10 kwietnia 2019 - Wydawca: WCK 47            | —  |
| Flaj Łajz (oraz Renegaci Funku)                            | - Data: 24 sierpnia 2019 - Wydawca: WCK 47            | —  |
| DAMARADE (oraz UNDADASEA jako UNDAKNAP)                    | - Data: 3 września 2019 - Wydawca: UNDARECORDS        | —  |
| Koniec końców                                              | - Data: 4 grudnia 2019 - Wydawca: WCK 47              | —  |
| NA REJONIE NA PATENCIE (oraz Kajzer)                       | - Data: 31 grudnia 2019 - Wydawca: NaRejonieREC       | —  |
| Kuchnia Polska/Fundament                                   | - Data: 17 kwietnia 2020 - Wydawca: WCK 47            | 6  |
| Namazane                                                   | - Data: 26 marca 2021 - Wydawca: WCK 47               |    |
| Czarne placki, białe mordy (oraz Kajzer i Psychopads)      | - Data: 18 czerwca 2021 - Wydawca: WCK 47             |    |
| Jestem u siebie (oraz KPSN)                                | - Data: 8 października 2021 - Wydawca: WCK 47         |    |
| TipiKnapa                                                  | - Data: 21 kwietnia 2023 - Wydawca: WCK 47            |    |
| Działa cz. 1                                               | - Data: 18 lipca 2024 - Wydawca: TipiKnapa            |    |
| Pobierz Napisy (oraz Łysonżi)                              | - Data: 24 lipca 2024 - Wydawca: Aloha Entertainment  |    |
| Działa cz. 2                                               | - Data: 26 września 2024 - Wydawca: TipiKnapa         |    |
| GRAWITANGO APERITIF                                        | - Data: 22 grudnia 2024 - Wydawca: nielegal           |    |
| „—” album nie był notowany.                                |                                                       |    |

Inne
| Album                                    | Rok  | Utwór | Źródło |
| ---------------------------------------- | ---- | --- | ------ |
| Bitykradne – Vapamount                   | 2013 | „Word” (gościnnie: Kuba Knap, Olszak) | [ 20 ] |
| Ten Typ Mes – Ten Typ Mes i Lepsze Żbiki | 2013 | „Mieć czas” (gościnnie: Monika Borzym, Kuba Knap, Ciech) „Dzień zgody (Niedziela)” (gościnnie: Monika Borzym, Kuba Knap) „Siwy dym” (utwór dodatkowy) (gościnnie: Głośny, Kuba Knap) „Wy!” (utwór dodatkowy – MP3) (gościnnie: Zetenwupe, Kuba Knap, LJ Karwel) | [ 5 ]  |
| Bałagany Na Bani – Pianiści              | 2014 | „Daj spokój” (gościnnie: Kuba Knap) | [ 21 ] |
| Popkiller Młode Wilki 2013 (kompilacja)  | 2014 | Kuba Knap – „Weź go” Zioło, Praktis, Wiciu, Kuban, 2sty, Kuba Knap, Golin, Mam Na Imię Aleksander, Supran, TomB, Bonez, Gonix – „Jeden strzał” | [ 7 ]  |
| Bleiz – Grill-Funk Blues                 | 2014 | „Nie błyszcz mi” (gościnnie: Kuba Knap, Gruby Józek) | [ 22 ] |
| Cywil – Lęk wysokości                    | 2014 | „Płynę” (gościnnie: Kuba Knap, BRZ, Marta Maksymiuk) | [ 23 ] |
| Emen – Domino                            | 2014 | „Jakby coś cię ugryzło” (gościnnie: Kuba Knap) | [ 24 ] |
| Kuban – Co za mixtape                    | 2014 | „Bez precedensu” (gościnnie: Kuba Knap, Zetenwupe) | [ 25 ] |
| LJ Karwel – Niepotrzebne skreślić        | 2014 | „Poczuć wolność” (gościnnie: Kuba Knap, Gruby Józek) | [ 26 ] |
| Łysonżi – Browka szpinak                 | 2014 | „Mistrz imprezy” (gościnnie: Kuba Knap, Skorup) | [ 27 ] |
| Mały Esz Esz – Po południu               | 2014 | „Nocna zmiana bluesa” (gościnnie: Kuba Knap) „Nocna zmiana bluesa” (Szogun Remix) (gościnnie: Kuba Knap) | [ 28 ] |
| Okoliczny Element – Teatr uliczny        | 2014 | „No właśnie” (gościnnie: Kuba Knap) | [ 29 ] |
| Praktis – Syzyf                          | 2014 | „Po omacku” (gościnnie: Kuba Knap, Cira) | [ 30 ] |
| Proceente – Zupynalefkisplify            | 2014 | „Kiedy dobrzy ludzie robią złe rzeczy” (gościnnie: Emazet, Kuba Knap) | [ 31 ] |
| Klaser Vol.2 (kompilacja)                | 2014 | R.A.U. – „Mordopląs” (gościnnie: Kuba Knap, Zetenwupe, LJ Karwel, Bartekusa) | [ 32 ] |
| Vixen – Loco Tranquilo                   | 2014 | „High” (gościnnie: Kuba Knap) | [ 33 ] |
| White House – Kodex 5 Elements           | 2014 | „Projektuję sny” (gościnnie: Ten Typ Mes, Kuba Knap) | [ 34 ] |
| Quebonafide – Ezoteryka                  | 2015 | „Żadnych zmartwień” (gościnnie: Kuban, Kuba Knap) | [ 35 ] |
| Noize From Dust – Ultraakustyka          | 2015 | „Rozsądek” (gościnnie: Numer Raz, Kuba Knap) | [ 36 ] |
| Theodor – Pierwsze demo                  | 2015 | „Dorosłość” (gościnnie: Kuba Knap) | [ 37 ] |
| Gruby Mielzky, Patr00 – Miejski patrol   | 2015 | „25 lat” (gościnnie: Kuba Knap) | [ 38 ] |
| Te-Tris – Definitywnie                   | 2015 | „Dzieci naszych starych” (gościnnie: Kuba Knap) | [ 39 ] |
| P.Unity – Pulp                           | 2018 | „FUNKJEST” (gościnnie: Kuba Knap) | [ 40 ] |

## Teledyski
| Tytuł | Rok  | Reżyseria         | Album                      | Źródło        |
| --- | ---- | ----------------- | -------------------------- | ------------- |
| „Patrz pod nogi” | 2013 | Witek Michalak    | Bez nerwów, bez złudzeń    | [ 4 ]         |
| „Mhm” | 2014 | Tarniu            | Lecę, chwila, spadam       | [ 10 ]        |
| „Zbyt dziabnięty” | 2014 | Tarniu            | Lecę, chwila, spadam       | [ 11 ]        |
| „Też chciałbym to wiedzieć”                                                                                               | 2014 | Tarniu            | Lecę, chwila, spadam       | [ 12 ]        |
| „#Hot16Challenge” | 2014 | —                 | —                          | [ 41 ]        |
| „Jak to się robi” | 2015 | Ludwik Lis        | Ludzie mówią różne rzeczy  | [ 42 ]        |
| „Daj mi buzi” | 2015 | Ludwik Lis        | Ludzie mówią różne rzeczy  | [ 43 ]        |
| Gościnne |      |                   |                            |               |
| Emil G – „Kur Wa Mać” (gościnnie: Kuba Knap, LJ Karwel)                                                                   | 2013 | —                 | —                          | [ 44 ]        |
| Ten Typ Mes – „Wy!” (gościnnie: Kuba Knap, Zetenwupe, LJ Karwel)                                                          | 2013 | Witek Michalak    | Ten Typ Mes i Lepsze Żbiki | [ 45 ] [ 46 ] |
| Ten Typ Mes – „Dzień zgody (Niedziela)” (gościnnie: Monika Borzym, Kuba Knap)                                             | 2014 | Witek Michalak    | Ten Typ Mes i Lepsze Żbiki | [ 6 ]         |
| Proceente – „Kiedy dobrzy ludzie robią źle” (gościnnie: Emazet, Kuba Knap, DJ Grubaz)                                     | 2014 | Ipanema Studio    | Zupynalefkisplify          | [ 47 ]        |
| Praktis – „Po omacku” (gościnnie: Kuba Knap, Cira)                                                                        | 2015 | M.L. Filmz        | Syzyf                      | [ 48 ]        |
| Inne |      |                   |                            |               |
| LJ Karwel, Kuba Knap, Zetenwupe – „Przed 1 płytą cz. 1”                                                                   | 2012 | —                 | —                          | [ 49 ]        |
| Hade, Kuba Knap, Mada, LJ Karwel – „Przed 1 płytą cz. 2”                                                                  | 2012 | —                 | —                          | [ 50 ]        |
| Kuba Knap – „Łajz lajf”                                                                                                   | 2013 | Tarniu            | Klaser Vol.1               | [ 51 ]        |
| Zioło, Praktis, Wiciu, Kuban, 2sty, Kuba Knap, Golin, Mam Na Imię Aleksander, Supran, TomB, Bonez, Gonix – „Jeden strzał” | 2013 | 9MM Filmz         | Popkiller Młode Wilki 2013 | [ 8 ]         |
| Kuba Knap, Emil G, Zetenwupe, Ferajna, Stasiak – „Rusz do nas”                                                            | 2013 | —                 | —                          | [ 52 ]        |
| VNM, W.E.N.A., Kuba Knap, Kuban – „Tour of the Year”                                                                      | 2014 | Dirt Video        | —                          | [ 53 ]        |
| Bonez, Solar, Rewers, Proceente, Kaspe, PawOnes, Szary, Kuba Knap, Ego, Peus – „Hymn Hip Hop Kempu”                       | 2015 | Kadry Niespokojne | —                          | [ 54 ]        |

## Nagrody i wyróżnienia
| Rok  | Kategoria           | Tytułem                                              | Nagroda     | Nota      | Źródło |
| ---- | ------------------- | ---------------------------------------------------- | ----------- | --------- | ------ |
| 2015 | Album roku          | Lecę, chwila, spadam                                 | Sztosy 2014 | Nominacja | [ 55 ] |
| 2015 | Artysta/zespół roku | Kuba Knap                                            | Sztosy 2014 | Nominacja | [ 55 ] |
| 2015 | Singel roku         | "Mhm"                                                | Sztosy 2014 | Nominacja | [ 55 ] |
| 2015 | Singel roku         | VNM, Kuba Knap, W.E.N.A., Kuban – „Tour of the Year” | Sztosy 2014 | Nominacja | [ 55 ] |